# A100 (motorväg, Tyskland)
A100 är en motorväg som går i de centrala delarna av Berlin i Tyskland. Den går som en halv ringled runt de inre delarna av Berlin. Den kallas även Berliner Stadtring (ej att förväxla med A10) eller Stadtautobahn.

## Historik
Motorvägen planerades som en halvcirkel, vilken var tänkt att senare kunna byggas ut till en motorvägsring vid en återförening av Tyskland. Planerna på en fullständig inre ringmotorväg i Berlin efter Tysklands återförening har dock blivit skrinlagda. 1975 fick vägen beteckningen A10 men det namnet har sedermera tagits över av den mer perifert belägna Berliner Ring.
Motorvägen har öppnas under etapper
- 1958 Avfart Kurfürstendamm – Avfart Hohenzollerndamm
- 1960 Avfart Hohenzollerndamm – Provisorisk avfart Detmolder Straße
- 1961 Korsning Funkturm – Avfart Hohenzollerndamm
- 1962 Avfart Charlottenburg – Avfart Kaiserdamm Süd
- 1963 Avfart Kaiserdamm-Süd – Korsning Funkturm
- 1969 Avfart Detmolder Straße – Avfart Wexstraße
- 1973 Avfart Seestraße – Avfart Jakob-Kaiser-Platz
- 1976 Korsning Schöneberg – Provisorisk avfart Sachsendamm
- 1978 Avfart Wexstraße – Korsning Schöneberg
- 1979 Korsning Charlottenburg – Avfart Jakob-Kaiser-Platz
- 1981 Avfart Alboinstraße – Avfart Gradestraße (eller Korsning Tempelhof)
- 1987 Provisorisk avfart Suadicanistraße – Avfart Alboinstraße
- 1996 Provisorisk avfart Sachsendamm – Provisorisk avfart Suadicanistraße
- 2000 Avfart Gradestraße – Avfart Buschkrugallee
- 2004 Avfart Buschkrugallee – Avfart Grenzallee
- (Planerat) Avfart Grenzallee – Ostkreuz

## Annat
- Avsnittet mellan Korsning Funkturm - Avfart Kurfürstendamm är den mest använda vägen i hela Tyskland med 191.400 st fordon per dygn. Efter A100 finns det fem sträckor till som placerar sig på tio i topp-listan över mest använda vägar i Tyskland. 
  - 2. Kaiserdamm – Korsning Funkturm = 181.500 fordon per dygn
  - 3. Korsning Charlottenburg – Kaiserdamm = 176.700 fordon per dygn
  - 4. Kurfürstendamm – Schmargendorf = 176.700 fordon per dygn
  - 6. Innsbrucker Platz – Korsning Schöneberg = 160.500 fordon per dygn
  - 10. Alboinstraße – Tempelhofer Damm = 148.400 fordon per dygn
- Ovanligt för motorvägar i Tyskland är att av- och påfarterna ligger i en 30-zon. Det sker vid avfart 12, Kurfürstendamm.
- Påfart 12 har i sydlig riktning en av de kortaste påfarterna i hela Tyskland.
- När vägen tog slut vid Sachsendamm reglerades trafiken med trafikljus, vilket gjorde att det blev långa köer som följd. Detta i sin tur gjorde att man skämtade om att vägen var den längsta parkeringsplatsen i Berlin.

## Trafikplatser

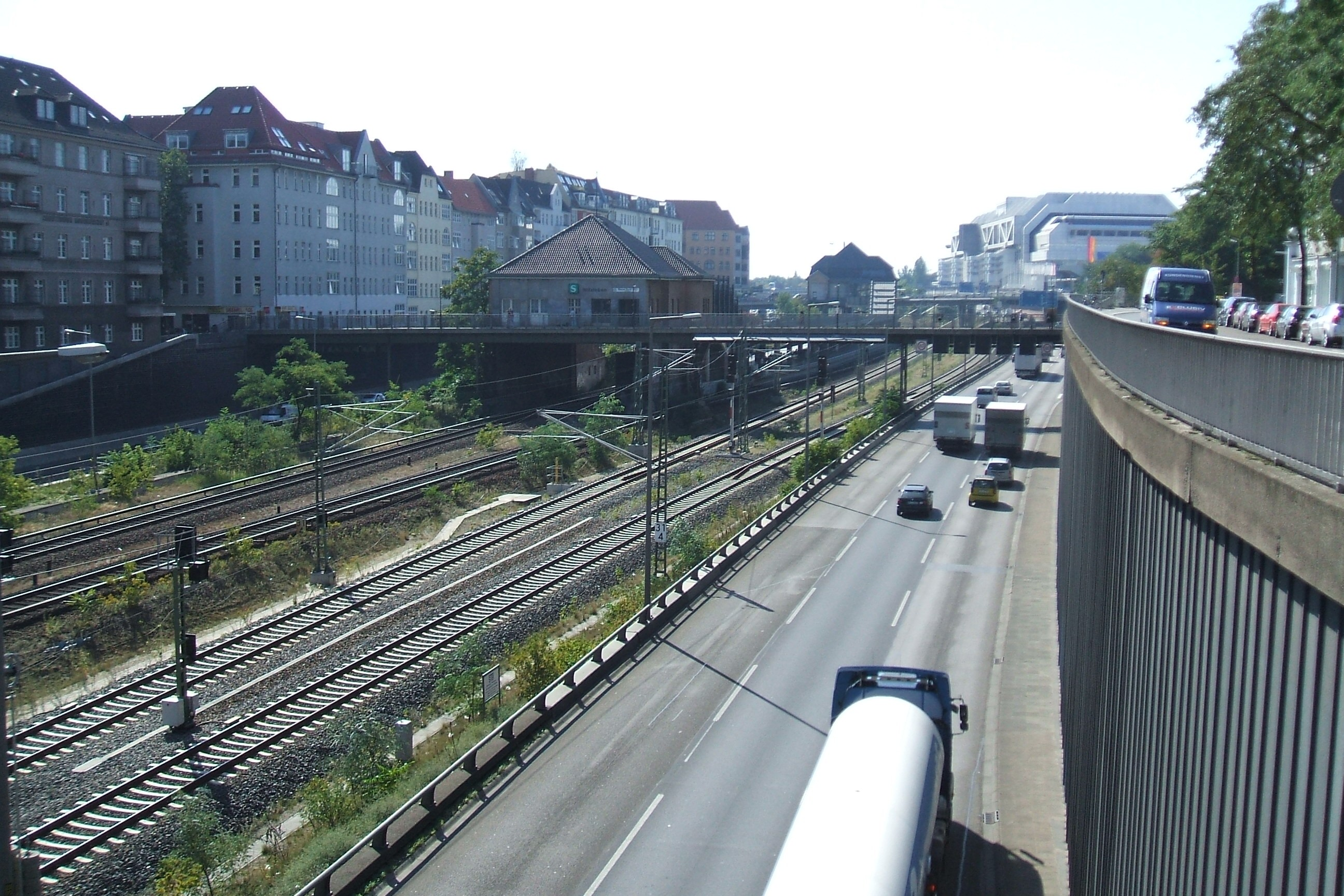
A100 vid Kaiserdamm söderut

|  | Nr | Skyltning                          |
|  | 1  | Seestraße                          |
|  | 2  | Beusselstraße                      |
|  | 3  | Jakob-Kaiser-Platz                 |
|  |    | Hochstraße (570 m)                 |
|  | 4  | Charlottenburg E 26                |
|  | 5  | Siemensdamm                        |
|  |    | Rudolf-Wissell-Brücke (926 m)      |
|  | 6  | Spandauer Damm                     |
|  |    | Bahnbrücke (250 m)                 |
|  | 7  | Kaiserdamm                         |
|  | 8  | Kaiserdamm-Süd                     |
|  |    | Bahnbrücke (200 m)                 |
|  | 9  | Messedamm-Nord                     |
|  |    | Avus                               |
|  | 10 | Funkturm (T-Korsning) E 51         |
|  | 11 | Messedamm-Süd                      |
|  | 12 | Kurfürstendamm                     |
|  |    | Tunnel Rathenauplatz (212 m)       |
|  | 12 | Kurfürstendamm                     |
|  | 13 | Hohenzollerndamm                   |
|  | 14 | Schmargendorf                      |
|  |    | Hochstraße (690 m)                 |
|  | 15 | Detmolder Straße                   |
|  |    | Brücke (200 m)                     |
|  | 16 | Wexstraße                          |
|  | 17 | Innsbrucker Platz                  |
|  |    | Tunnel Innsbrucker Platz (264 m)   |
|  | 17 | Innsbrucker Platz                  |
|  | 18 | Schöneberg (Fyrvägskorsning)       |
|  | 19 | Alboinstraße                       |
|  |    | Tunnel (80m)                       |
|  | 19 | Alboinstraße                       |
|  | 20 | Tempelhofer Damm                   |
|  | 21 | Oberlandstraße                     |
|  | 22 | Gradestraße                        |
|  |    | Tunnel Britz (1713m)               |
|  | 23 | Britzer Damm                       |
|  | 24 | Buschkrugallee                     |
|  | 25 | Neukölln (T-Korsning) E 36         |
|  |    | Neuköllner Schiffahrtskanal (180m) |
|  | 26 | Grenzallee                         |
|  |    | Tunnel Grenzallee (Planerad)       |
|  |    | Sonnenallee (Planerad)             |
|  |    | Am Treptower Park (Planerad)       |
|  |    | Spreebrücke (Planerad)             |
|  |    | Markgrafendamm (Planerad)          |
|  |    | Tunnel Ostkreuz (Planerad)         |
|  |    | Frankfurter Allee (Planerad)       |